# E. Antonio Romero
Eleuterio Antonio Romero Palacios (20 de febrero de 1925 – 25 de agosto de 2005) fue un filósofo, escritor, poeta, historiador y profesor rural Guatemalteco condecorado con la Orden Francisco Marroquín.

## Vida
Nació en cuna humilde el 20 de febrero del año 1925 en el municipio de Sololá, Departamento de Sololá, Guatemala, hijo del maestro José Antonio Romero Quintana y de Cayetana Palacios Solórzano, menor de tres hermanos, único varón.
A los pocos años de vida queda huérfano de padre, su vida de infante estuvo marcada por la pobreza y los sacrificios maternos para poder sobrevivir y mantenerse, a pesar de contar con parientes bastante acomodados, como los paternos; sin embargo, en medio de las penas lograron afincarse como una familia de respeto y reconocimiento dentro de la sociedad Sololateca.
A los 21 años de edad se casa con la  profesora María del Socorro Ovalle, luciana de origen, a quien conoció trabajando en San Juan la Laguna, misma que lo acompañara durante toda la vida en su calidad de esposa, con ella procreó seis hijos: Carlos, Alfonso, Julio, Leonel, Antonieta y Antonio.
Murió en su casa de habitación en Sololá, Guatemala, el 25 de agosto del 2005, después de haber tenido una vida ejemplar, llena de reconocimientos y logros en beneficio de la educación Guatemalteca: es visto como el modelo a seguir por la mayoría de educadores rurales de Guatemala y Centroamérica.

## Formación
Gracias a una beca otorgada por el General Jorge Ubico Castañeda, de pequeño, estudió en la Escuela Nacional José Miguel Vasconcelos, del municipio de Sololá, donde logra graduarse con altos honores de Maestro Rural de Séptimo año, en el año de 1943. Tuvo el privilegió de haber sido escogido dentro del magisterio nacional para estudiar en el programa La Escuela del trabajo, del Instituto Interamericano de Educación, habiendo obtenido el crédito de Maestro Workshop, siendo uno de los pocos maestros del contexto nacional que tuvieron esta formación profesional. Años más tarde, se le convoca a llevar el curso de profesionalización en la Escuela Normal La Alameda del departamento de Chimaltenango, estudios que abandona por problemas de salud. 
Por la calidad educativa desarrollada y el amplio y profundo trabajo comunal que ejerció, fue beneficiado con tres becas al exterior: Cali, Colombia; Pátzcuaro, México y Monterrey, México; las cuales por razones que aún se desconocen no aceptó, a pesar de que las autoridades educativas de ese entonces lo motivaron para que las tomara, él se negó a hacerlo. El reconocido doctor, científico y docente universitario Epaminondas Quintana siempre reconoció y exaltó la inigualable calidad de aquel docente rural guatemalteco, calificándolo como “El mejor profesor rural de Guatemala”, y era quien más insistía por llevar a capacitar al extranjero a este maestro peculiar y singular, con quien trabajó y compartió muchas veces en la provincia sololateca.

## Trabajo
Por sus altas calificaciones el gobierno de turno le concedió la oportunidad de trabajar con el magisterio nacional, nombrándolo como maestro de la Escuela Nacional Urbana de San Juan la Laguna, que apenas atendía los tres primeros grados, empero, este profesor rural logró llevarla a que atendiera la primaria completa. Años más tarde es trasladado a la Escuela Nacional urbana mixta de Santa María Visitación, en donde de igual manera que la anterior escuela, logró que brindara la atención a los alumnos con primaria completa.
Después de varios años de trabajar en Santa María Visitación, fue trasladado al Cantón Chaquijyá, del municipio de Sololá, en donde laboró hasta el día que se retiró para gozar de su jubilación, después de 38 años de labor docente.
Por los conocimientos que tenía sobre scoutismo, medicina, literatura, organización y desarrollo comunal, deportes, conservación ambiental y otros. Organizó en varias comunidades grupos juveniles que se dedicaron a trabajar por sus comunidades, creando comités de desarrollo comunal. Se transformó en el Médico del área rural, combatiendo las plagas de piojos, niguas y parásitos que azotaron buena parte del territorio nacional. Muchos niños fueron tratados de sus dolencias con medicina natural, que crecía en la comunidad, y química, que escasamente se conseguía, el mismo tratamiento le dio a muchos comunitarios que requirieron de sus conocimientos en medicina, y cuando ellos no eran suficientes para sanar al enfermo, organizaba cuadrillas de vecinos para trasladar al hospital a los pacientes, los cuales eran transportados sentados sobre sillas y cargados por turnos. 
El profesor Romero, fue el promotor de varios proyectos que influyeron en el desarrollo de muchas comunidades olvidadas y con marcados niveles de atraso y exclusión social de Guatemala, habiendo planificado, tramitado y desarrollado hasta su culminación, proyectos de introducción de agua potable, campañas de letrinización, apertura de caminos vecinales y de penetración, construcción de tanques de lavado público, Tecnología agrícola y promoción de nuevos cultivos, oponiéndose decididamente a la depredación que se hacía de los bosques por parte de los aserradores sololatecos y de otros departamentos aledaños. Luchó apasionadamente por mejorar las condiciones de vida de los hogares rurales, velando por mejorar la dieta con los recursos comunales, mejorar la higiene personal, familiar y comunal. En los deportes, promovió especialmente el fútbol, habiendo fundado equipos infantiles, juveniles y de adultos, se le conoció por ser un aficionado incondicional del Club Saprissa de Guatemala. En conservación ambiental, participó en programas de reforestación, limpieza, rescate y conservación de fuentes de agua.
En educación, que era su campo, desarrolló campañas de alfabetización comunal, siendo él, a la vez de alfabetizador, el capacitador de los monitores que atendían otros grupos interesados en aprender a leer y escribir. Organizó grupos comunales encargados de velar por la salud familiar en cada hogar, asimismo de llevar a los alumnos a la escuela. Desarrollo con mucho éxito los programas educativos: Núcleos Escolares Campesinos, Huertos Familiares, Núcleos Educativos para el Desarrollo, Programas de seguridad alimentaria, con el apoyo del Cuerpo de Paz de los Estados Unidos, y como miembro del Club 4 eses, siempre mantuvo en producción el huerto escolar, del cual se obtenían los productos básicos para los almuerzos escolares que se organizaban en la escuela.
Fue dirigente de la Asociación Magisterial Sololateca, dirigente magisterial municipal y dirigente magisterial de sector donde laboraba, habiendo luchado por la dignificación del Magisterio Nacional y por innovaciones metodológicas didácticas para elevar el nivel de la educación, especialmente del área rural.

## Literatura y Poesía
Docto de la historia y la literatura, escribió poesía infantil, haciendo resaltar el espíritu y belleza de los niños del área rural, escribió también poesía de contenido literario-histórico, poesía educativa y “Poesía de despedida póstuma”, esta última en la que destacó, considerándosele el más grande exponente de este género especial de poesía, misma que escribió y dedicó a sus amigos y a gente importante del pueblo fallecida, recitándolas al momento de su sepelio como despedida; sus más reconocidos versos se encuentran dentro de estas excepcionales obras. En literatura, ganó varios concursos en juegos florales en los municipios de Sololá y Panajachel, habiendo sido nombrado miembro permanente del jurado calificador de juegos florales en Panajachel; en el año 2000 la casa de la Cultura de Sololá le dedica los juegos florales.
Publicó parte de su poesía en el reconocido medio escrito nacional “El Mensajero Educativo” en los años 1965 y 1966, en el año 2006 parte de su obra literaria fue incluida y publicada, como un clásico, en el libro “Nubes de Desolvido” una antología de poetas sololatecos.
Entre sus obras más conocidas y destacadas se encuentran los poemas:
- Recuerdo en Ausencia
- Despedida para un amigo
- Recuerdo a la Memoria
- Tecún Umán
- Sololá, querido terruño.

## Reconocimientos
El impresionante trabajo realizado lo llevó a obtener innumerables reconocimientos municipales, departamentales, nacionales e internacionales, que se traducen en diplomas de honor al Mérito, diplomas de Reconocimiento, plaquetas, distinciones honoríficas en tejidos típicos. Sin embargo, dentro de las distinciones más especiales recibidas están: En el año de 1974 es condecorado con la ORDEN MASONA y convertido en Socio Emérito de la Gran Logia Masónica de Guatemala, en 1976 el presidente constitucional de Guatemala, General Kjell Eugenio Laugerud García, le confiere LA ORDEN FRANCISCO MARROQUÍN, que dentro del Magisterio Nacional es la condecoración más alta que se otorga a un educador. 
Por haber sido el primer Maestro Rural condecorado, en la historia del magisterio guatemalteco, el presidente Kjell, benefició a Sololá con el mayor número de aulas Butler, para sustituir todas aquellas escuelas que habían sido destruidas por el terremoto de 1976.
Por sus cualidades y méritos, y por su trabajo al servicio de la niñez guatemalteca, por iniciativa del Comité Sololatecos por el Arte y la Cultura -SAC-, el Ayuntamiento de la Ciudad de Sololá  le otorga los títulos de Sololateco Ilustre e Hijo Predilecto de Sololá, ordenando que su fotografía sea expuesta en la galería de los sololatecos ilustres que se encuentra en el museo de la Torre a Centro América, el Acuerdo Municipal fue entregado a la familia el día 24 de junio de 2012 en acto público.

## Política
Su tendencia se podría actualmente calificar de centro-izquierda, su trabajo se basó en la política social-progresista, concebida por él mismo, por lo que se enfocó principal y prioritariamente en mejorar el bienestar individual y colectivo de los comunitarios y comunidades rurales de Guatemala, batalló por una vida más justa y digna en el área rural y porque todos los guatemaltecos tuvieran iguales oportunidades de crecimiento, progreso y desarrollo. Se le reconoce también haber luchado en la gesta revolucionaria del 20 de octubre de 1944 (Revolución de 1944), en la ciudad de Guatemala, bajo las órdenes del Capitán Jacobo Arbenz Guzmán, en contra de la tiranía y opresión. Como humanista siempre se opuso a la guerra que durante más de 36 años azotó y azoló Guatemala.
- Datos: Q5321724